# Mount Muir
Mount Muir – szczyt w USA, w środkowej części stanu Kalifornia, położony 20 km na zachód od miasta Lone Pine, na granicy hrabstw Inyo i Tulare w masywie góry Mount Whitney. Jest to jeden z najwyższych szczytów w górach Sierra Nevada oraz w Kalifornii. Obecną nazwę szczytowi nadano w 1925 roku na cześć amerykańskiego przyrodnika pochodzenia szkockiego, Johna Muira, inicjatora tworzenia Parków Narodowych w USA.